# Гидроксид диспрозия(III)
Гидроксид диспрозия(III) — неорганическое соединение, 
гидроксид диспрозия с формулой Dy(OH)3,
жёлтые или белые кристаллы,
не растворяется в воде.

## Получение
- При осаждении щелочью образуется аморфный осадок:

{\displaystyle {\mathsf {Dy(NO_{3})_{3}+3NaOH\ {\xrightarrow {}}\ Dy(OH)_{3}\downarrow +3NaNO_{3}}}}
- Кристаллический гидроксид можно получить гидротермальным синтезом при 300 °С и давлении 100—500 атм.

## Физические свойства
Гидроксид диспрозия(III) образует жёлтые или белые кристаллы.

## Химические свойства
- При нагревании происходит частичная потеря воды:

{\displaystyle {\mathsf {Dy(OH)_{3}\ {\xrightarrow {200^{o}C}}\ DyO(OH)+H_{2}O}}}